# Abdul Jalil
Syed Abdul Jalil Waiz (* 17. September 1992) ist ein Badmintonspieler aus Afghanistan.

## Sportliche Karriere
Abdul Jalils erster Erfolg war der Gewinn der nationalen Meisterschaft in Afghanistan 2006. Im gleichen Jahr nahm er im Einzel an den 10. Südasienspielen teil, schied jedoch in der ersten Runde gegen Wajid Ali Chaudhry aus Pakistan aus. Bereits 2005 qualifizierte er sich für die Asienmeisterschaften, gab sein Spiel jedoch kampflos an Lee Cheol-ho aus Südkorea ab. Auch 2009 wird sein Spiel bei den US Open als kampflos abgegeben gelistet.
Als Junior startete er bei den Asienjuniorenmeisterschaften 2005 und 2007. 2005 nahm er ebenfalls an den Westasienmeisterschaften teil. 2007 startete er bei den Iran Fajr International und den Pakistan International. 2009 war er erneut im Iran am Start.